# Nyord
Nyord est une île du Danemark située en mer Baltique entre les îles de Seeland et de Møn.
L'île est désignée site Ramsar depuis le 2 septembre 1977.